# Яковлев, Сергей Яковлевич (дипломат)
Серге́й Я́ковлевич Я́ковлев (род. 24 января 1948) — советский, российский дипломат. Чрезвычайный и полномочный посол (2007), заслуженный работник дипломатической службы Российской Федерации (2013).

## Биография
Окончил МГИМО МИД СССР (1971) и Дипломатическую академию МИД СССР (1983). На дипломатической работе с 1971 года.
- В 1986—1991 годах — первый секретарь, советник посольства СССР, России в Сирии.
- В 1991—1994 годах — эксперт, советник, заведующий отделом Департамента Ближнего Востока и Северной Африки МИД России.
- В 1994—1998 годах — советник, старший советник посольства России в США.
- В 1998—2000 годах — заместитель директора Департамента Ближнего Востока и Северной Африки МИД России.
- С 30 ноября 2000 по 3 марта 2006 года — чрезвычайный и полномочный посол Российской Федерации в Объединённых Арабских Эмиратах[1][2].
- В 2006—2011 годах — посол по особым поручениям.
- С 8 июля 2011 по 10 июля 2015 года — чрезвычайный и полномочный посол Российской Федерации в Израиле[3][4].

## Дипломатический ранг
- Чрезвычайный и полномочный посланник 2 класса (25 декабря 2000)[5]
- Чрезвычайный и полномочный посланник 1 класса (25 июля 2003)[6]
- Чрезвычайный и полномочный посол (28 ноября 2007)[7]

## Награды
- Орден Дружбы (11 февраля 2008) — за большой вклад в реализацию внешнеполитического курса Российской Федерации, многолетнюю безупречную дипломатическую службу[8].
- Заслуженный работник дипломатической службы Российской Федерации (8 мая 2013) — за большой вклад в реализацию внешнеполитического курса Российской Федерации и многолетнюю добросовестную работу[9].